# Комарівка (Житомирський район)
Комарі́вка — село в Україні, у Житомирському районі Житомирської області. Входить до складу Хорошівської селищної громади. Населення становить 229 осіб.

## Історія
У 1906 році село Бежівської волості Житомирського повіту Волинської губернії. Відстань від повітового міста 28 вест, від волості 12. Дворів 11, мешканців 89.

## Населення
За даними перепису 2001 року населення села становило 229 осіб, з них 95,20 % зазначили рідною українську мову, а 4,8 % — російську.